# هارپوکراتس

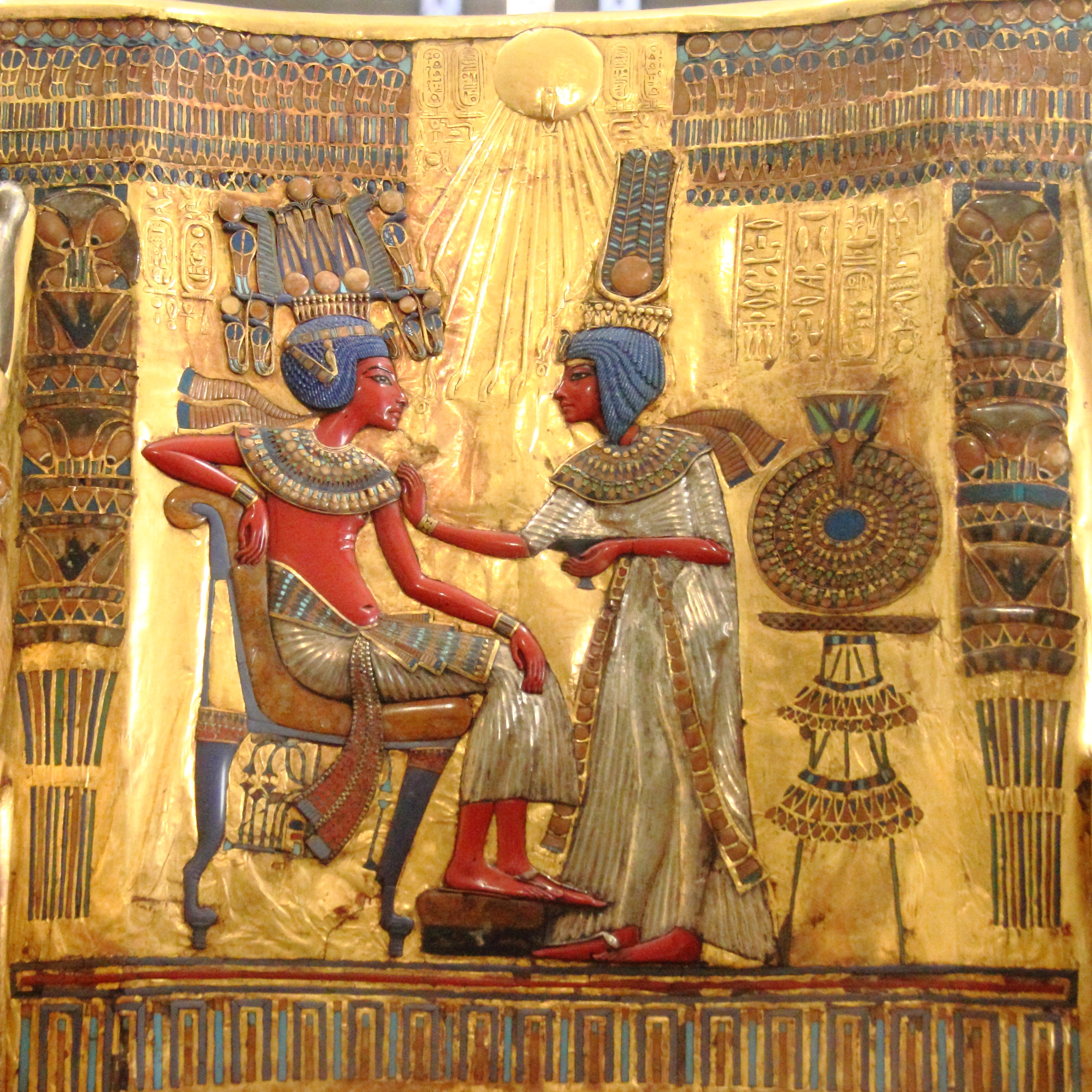
نمونهٔ کلاه هارپوکراتس بر سر توت عنخ آمون

هارپوکراتس، فرزند اوزیریس و رب‌النوع سکوت در افسانه‌های مصر باستان است. نام این رب‌النوع از نام خدای مصری هوروس گرفته شده‌است. پس از فتح مصر توسط اسکندر مقدونی این رب‌النوع به فرهنگ یونانی راه یافته و در آنجا از نام هوروس به صورت یونانی هارپوکراتس تبدیل گشت. مجسمه‌های یافت شده از این رب‌النوع در مصر کودکی دارای کلاه شاخدار را نشان می‌دهد که دست خود را به علامت سکوت بر دهان گرفته‌است.